# Helena Munktell
Helena Matilda Munktell, född 24 november 1852 i Stora Kopparbergs församling, Kopparbergs län, död 10 september 1919 i Oscars församling, Stockholms stad, var en svensk tonsättare.

## Biografi

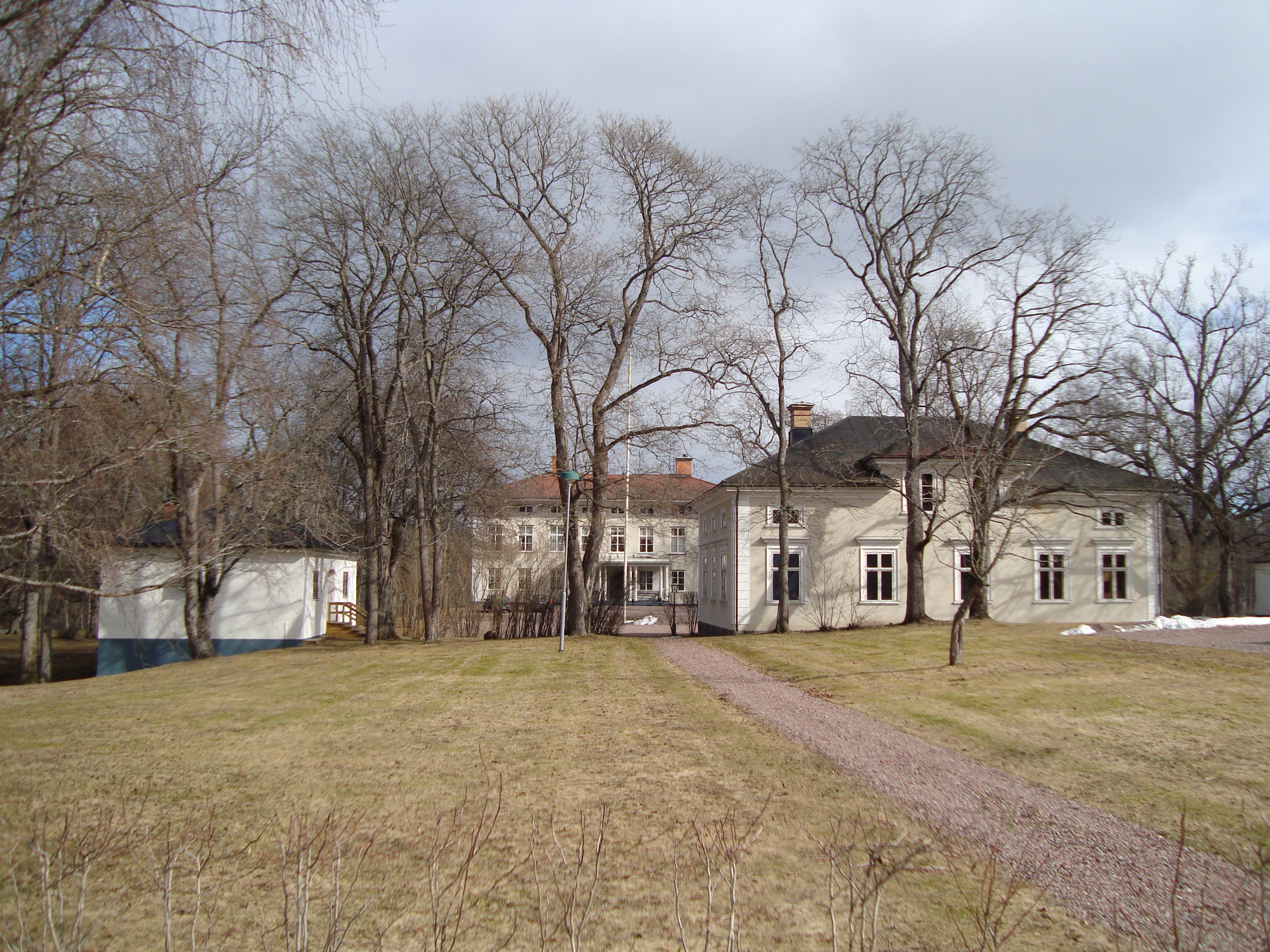
Grycksbo herrgård 2010.

Helena Munktell föddes på Grycksbo herrgård som yngsta barn av nio till brukspatron Johan Henrik Munktell vid Grycksbro bruk, och Augusta Munktell. Fadern var en skicklig pianist, vilket bidrog till att hon fick en ordentlig utbildning.  Föräldrarna levde i ett disharmoniskt äktenskap, och modern Augusta bodde därför till stor del i Stockholm. När fadern dog flyttade hela familjen till Stockholm, varifrån modern skötte affärerna. Hon var syster till Amalia Hjelm och Emma Sparre.
Munktell studerade sång, piano, kontrapunkt och instrumentation för Conrad Nordqvist, Johan Lindegren och Joseph Dente vid Musikkonservatoriet i Stockholm. Hon fick undervisning i komposition av Ludvig Norman. Man utövade mycket musik i stockholmska hemmet och gav soaréer enligt tidens sed. Modern skötte affärerna från Stockholm, men flyttade med familjen till Grycksbo under somrarna, där musiklivet fortsatte som under faderns dagar.
År 1870 begav sig Munktell med sin mor först till Wien för att studera sång och piano hos elitlärarna, och därefter Italien och Schweiz. I Paris 1877 beslutade hon sig för att stanna och uppträdde som sångerska och pianist. De närmaste två åren studerade hon för Benjamin Godard och Vincent d'Indy. De två skulle bli hennes största tillskyndare.
Komponerandet tog överhanden och Munktell lät tala om sig för sin skicklighet. Verken blev alltmer uppmärksammade, även om de mottogs med viss kyla i Tyskland och Sverige, där hon hade sin debutkonsert 1885. Sångerna omtalades i Stockholm som innovativa "pärlor". Det var i Frankrike som de stora lagrarna skördades. Där engagerade sig Munktells tidigare lärare d'Indy för att sprida hennes verk. Violinisten George Enescu uruppförde violinsonaten opus 21 i Paris och spelade den senare i Berlin. Hennes opera I Firenze framfördes i Stockholm 1889 och fick beröm när den uppfördes i Frankrike i systern Emma Sparres ateljé. Därmed blev Munktell den första svenska kvinnliga tonsättaren som skrev opera, flera år före Elfrida Andrée.
Munktells stil är inspirerad av fransk nyromantik och är ganska harmonisk och avancerad och tycktes av samtiden djärv. Orkesterstycket Bränningar är typiskt för denna stil. Hon illustrerar vågornas nyckfullhet med orkesterns hela palett och gör ideliga skiftningar i sättet att använda instrumenten och sätta ihop ovanliga kombinationer med dem. Ett ständigt flöde böljar, men kan ibland plötsligt och oväntat stanna upp, som för att understryka naturelementens nyckfullhet. Harmoniskt kommer man att tänka på den sene Wagner och givetvis d'Indy, men även den tidige Skrjabin, men Munktell komponerade självständigt.
Senare i livet, kring sekelskiftet 1900, intresserade hon sig för svensk folkton.
Helena Munktell invaldes som ledamot av Kungliga Musikaliska Akademien 1915 och var en av stiftarna av Föreningen svenska tonsättare 1918.

## Verk (urval)

### Opera

Titelsida partitur

- I Firenze, enaktsopera med libretto av Daniel Fallström (uruppförd 1889)

### Orkesterverk
- Svit för stor orkester (1895)
- Bränningar, symfonisk bild, op. 19 (uruppförd 1898)
- Dalasvit, op. 22 (1910)
- Valborgsmässoeld, poem för orkester, op. 24 (1910-talet)
- Barcarolle pour orchestre, orkesterverk i en sats

### Kammarmusik
- Dalsvit, op. 22, arrangemang för piano (1916)
- Humoresque för piano
- Kleines Trio för piano, violin och violoncell
- Stor kattfuga för piano (1868)
- Valborgsmessoeld, op, 24, version för piano
- Violinsonat i Ess-dur, op. 21 (1905)

### Körmusik
- Davids psalm: Den sig åt Herrens namn förtror för manskör a cappella till text av Edvard Evers efter Psaltaren
- En liten fågel sjöng för damkör a cappella
- Gammal kaffe- o namnsdagsvisa för blandad kör a cappella
- Hell dig, Emma, solomstrålad för damkör a cappella
- Hymn för tre fruntimmersröster till min mor på dess 61sta födelsedag för 3 röster och orgel (1879)
- Jul för mezzosopransolo, damkör och piano till text av Emma Sparre (1913)
- Kantat till invigningen af Svenska kyrkan i London för solokvartett, barnkör, blandad kör och orgel till text av Edvard Evers (1911)
- Kantat till Kvinnokongressen 21 sept. 1897 för sopransolo, damkör, piano och orgel till text av Henrika Widmark
- Morgonhelsning till min mor d. 24 juli till text av tonsättaren
- Natt för manskör a cappella
- Slutkör vid Fredrika Bremers minnesfest d. 31 okt. 1901 för damkör, piano och orgel
- Strengnäs för manskör a cappella till text av V. Modin
- Sverige i sigte för manskör a cappella
- Sång till skogen för blandad kör a cappella (1891)
- Trois choeurs sur des poésies scandinaves för damkör och piano (1899)
  1. ”Soir de mai” till text av Oscar Levertin
  2. ”Le chant du pommier” till text av Albert Theodor Gellerstedt
  3. ”Hymne” till dansk text av Christian Hostrup
- Tvenne damkörer för damkör med pianoutdrag, op. 22 till text av J. Nyblom

### Sånger
- Dix Mélodies pour Chant et Piano för röst och piano
  1. ”Sérénade” till fransk text av Amédée-Louis Hettich efter Daniel Fallström
  2. ”Dans le lointain des bois” till fransk text av Amédée-Louis Hettich efter Daniel Fallström
  3. ”Ce qu’entendent les nuits” till fransk text av Amédée-Louis Hettich efter Erik Axel Karlfeldt
  4. ”D'un berceau” till fransk text av Amédée-Louis Hettich
  5. ”Cantilène de l'Opéra-Comique A Florence”, romans till fransk text av A. Silvestre efter Daniel Fallström
  6. ”Fascination” för mezzosopran och piano till fransk text av Amédée-Louis Hettich efter Emma Sparre
  7. ”La Dernière berceuse” till fransk text av Amédée-Louis Hettich efter text av tonsättaren
  8. ”Exil d’amour” till fransk text av Amédée-Louis Hettich
  9. ”Si tu le voulais" till fransk text av Amédée-Louis Hettich
  10. ”Fidélité” till fransk text av Amédée-Louis Hettich efter Adolf Fredrik Lindblad
- Dvärgen för röst och piano
- Fjerran på enslig stig för röst och piano till text av Daniel Fallström (1893)
- Fyra sånger för en röst vid piano (1883)
  1. ”Det förste möde” till text av Bjørnstjerne Bjørnson
  2. ”Sof! Sof! till text av tonsättaren
  3. ”Åter i Sorrento” till text av Carl Snoilsky
  4. ”Trohet” till text av Adolf Fredrik Lindblad
- I grottan för röst och piano till text av Victor Medin
- Invocation poëtique för röst och piano till fransk text av August Lacoussade (1895)
- Isjungfrun, op. 20, ballad för baryton och pianotill text av Emma Sparre (1889)
- Isjungfrun, op. 20, för tenorbaryton och orkester till text av Emma Sparre (1889)
- Jul för mezzosopran och piano (1900)
- Majnattsröster, op. 25, för sopran och orkester till text av Erik Axel Karlfeldt
- Mellan himmel och haf för röst och piano till text av Daniel Fallström (1890–91)
- Mellan himmel och haf för sopran eller tenor och orkester till text av Daniel Fallström (1938)
- O fagra barn, romans för tenor ur operan "I Firenze" för röst och piano till text av Daniel Fallström (1889)
- Svalan för röst och piano till text av Carl Wilhelm Böttiger
- Återkomst för röst och piano till text av Gustaf Meyer
- Österns natt för sopran och alt med piano till text av Henrika Widmark (1894)